# Live at Angkor Wat
Live at Angkor Wat è un EP del gruppo musicale britannico Placebo, pubblicato il 12 dicembre 2011 dalla Elevator Lady.
Il concerto, il primo tenuto da un gruppo rock al tempio patrimonio dell'umanità UNESCO Angkor Wat, era già stato pubblicato in formato DVD come parte dell'edizione box set dell'album Battle for the Sun nel 2009.

## Tracce
Testi e musiche dei Placebo, eccetto dove indicato.
1. Because I Want You – 4:23
2. Follow the Cops Back Home – 4:52
3. Black-Eyed – 3:14
4. Meds – 5:23
5. Post Blue – 3:55
6. Blind – 4:15
7. Drag – 3:39
8. Teenage Angst – 3:19
9. Twenty Years – 4:55